# Cumbria (circonscription du Parlement européen)
Avant l’adoption uniforme de la représentation proportionnelle en 1999, le Royaume-Uni utilisait le système uninominal à un tour pour les élections européennes en Angleterre, en Écosse et au pays de Galles. Les conscriptions du Parlement européen utilisées dans ce système étaient plus petites que les circonscriptions régionales les plus récentes et ne comptaient chacune qu'un seul membre au Parlement européen.
Créée pour les élections du Parlement européen de 1979, Cumbria était une circonscription uninominale formée du regroupement de nombreuses circonscriptions voisines du Parlement britannique.
La circonscription n'a connu qu'une seule élection dans les limites choisies, le comté de Cumbria et les électeurs des circonscriptions de Westminster aussi loin au sud que la côte de Fylde élisant son député européen comme une seule circonscription en 1979 seulement. Lors des élections suivantes, la circonscription est devenue la Cumbria and Lancashire North.

## Limites
- Barrow-in-Furness; Carlisle; Fylde North; Lancaster; Morecambe and Lonsdale; Penrith and the Border; Westmorland; Whitehaven; Workington

## Membre du Parlement européen
| Élection | Élection | Membre                                                                          | Parti                                                                           |
| -------- | -------- | ------------------------------------------------------------------------------- | ------------------------------------------------------------------------------- |
|          | 1979     | Elaine Kellett-Bowman                                                           | Conservateur                                                                    |
| 1984     | 1984     | circonscription abolie, partie de Cumbria and Lancashire North à partir de 1984 | circonscription abolie, partie de Cumbria and Lancashire North à partir de 1984 |

## Résultats des élections
Les candidats élus sont indiqués en gras.
| Parti         | Parti                                  | Candidat              | Voix    | %    | ± |
| ------------- | -------------------------------------- | --------------------- | ------- | ---- | - |
|               | Conservateur                           | Elaine Kellett-Bowman | 104,471 | 56,4 | ' |
|               | Travailliste                           | H Little              | 62,485  | 33,7 |   |
|               | Liberal                                | E M Graham            | 16,631  | 9,0  |   |
|               | Independent                            | E Burrows             | 1,596   | 0,9  |   |
| Majorité      | Majorité                               | Majorité              | 41,986  | 22,7 |   |
| Participation | Participation                          | Participation         | 183,587 | 34,9 |   |
|               | Conservateur vainqueur (nouveau siège) |                       |         |      |   |